# Джеферсън (окръг, Тенеси)
Вижте пояснителната страница за други населени места с името Джеферсън.
Окръг Джеферсън (на английски: Jefferson County) е окръг в щата Тенеси, Съединени американски щати. Площта му е 813 km², а населението – 44 294 души (2000). Административен център е град Дандридж.